# Agdistis
Nella mitologia greca, Agdistis (in greco antico: Ἄγδιστις?) era il nome di uno dei figli di Zeus, androgino, a cui vengono legate diverse leggende.

## Il mito
Esistono due distinte leggende sulla nascita di Agdistis: la prima narra che una notte, durante un sonno agitato, Zeus sognò di unirsi sessualmente con la Dea Madre Cibele, e dalla sua divina e prorompente eiaculazione il suo seme arrivò fino sulla Terra colpendo una pietra, generando così il giovane Agdistis; la seconda narra che Zeus tentó di avere un rapporto sessuale completo con Cibele, la quale però divincolandosi si liberò dalla stretta del signore degli dei proprio nel momento della sua eiaculazione e ciò fece cadere il seme di Zeus sulla Terra che rimanendo fecondata dette alla luce il giovane androgino Agdistis. Il giovane Agdistis, proprio a causa della sua doppia natura maschile e femminile, fu ritenuto potenzialmente pericoloso dagli altri dei dell'Olimpo che organizzarono così di recidergli il membro virile e lasciarlo con solo i genitali femminili. Dal sangue sgorgato dal membro perduto nacque una pianta di mandorlo (o di melograno). La pianta quando crebbe attirò l'attenzione di Sangaride, figlia del dio fluviale Sangario, la quale prese una mandorla e la mise fra i seni, rimanendo incinta. Da questa gravidanza nacque Attis, ragazzo di indubbia bellezza che fece innamorare diverse persone fra cui anche Agdistis. Alla vigilia delle nozze di Attis con la figlia del re Mida, Agdistis si presentò alla festa in preda alla gelosia e fece impazzire tutti i presenti, compreso suo “figlio”  Attis, che si evirò sotto un pino. Cibele, mossa a pietà per la sorte del bellissimo giovane, fece in modo che si salvasse e lo prese come suo paredro, facendolo diventare il cocchiere del suo sacro carro.

### Pareri minori
Secondo altri mitografi, Zeus voleva giacere con Cibele, ma lei non voleva, e Zeus, pur di eiaculare, introdusse il suo divino membro virile nella Terra e la fecondò oppure secondo altre leggende il signore degli dei eiaculò su una pietra, la quale fecondata fu chiamata Agdos, perché Cibele era raffigurata da una pietra di una scogliera. La storia prosegue similmente alla precedente, con la differenza che questa volta non era una pianta di mandorlo, ma di melograno e che a raccogliere il seme fosse Nana (altri dicono sempre la stessa Sangaride). In questa versione del mito, Attis era desiderato sia da Agdistis sia da Cibele, la prima lo fece impazzire fino a farlo uccidere, la seconda seppellì il suo corpo. Dal sangue nacquero delle viole, mentre Agdistis ebbe in premio che il corpo del defunto non solo non si corrompesse mai, ma anche che i suoi capelli continuassero a crescere.

## Monte Agdistis
Nell'antica mitologia greca e anatolica, il monte Agdistis chiamato anche Agdos era un monte sacro situato a Pessinus in Frigia.
La montagna era personificata come un demone chiamato Agdistis. Secondo Pausania, Attis fu sepolto sotto il monte Agdistis.

## Diffusione del culto
Anatolia, Egitto, Lesbo e Ramnunte.